# العافية (الطب البديل)

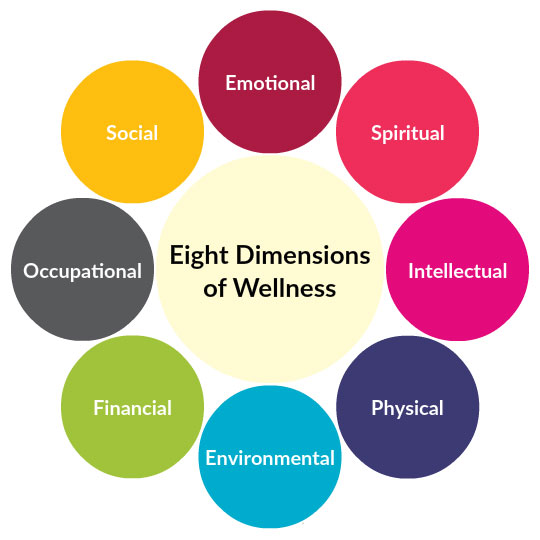
المقاييس الثمانية للعافية

العافية (الطب البديل) تتناول هذه المقالة مفهوم العافية كما يستخدمه مجتمع الطب البديل. لمفهوم العافية في الطب العلمي، انظر الصحة. العافية هي حالة تتجاوز انعدام المرض ولكنها تهدف إلى تحسين الرفاهية.
تشترك المفاهيم الكامنة وراء المصطلح في نفس جذور حركة الطب البديل، في حركات القرن التاسع عشر في الولايات المتحدة وأوروبا التي سعت إلى تحسين الصحة والنظر في الشخص بأكمله، مثل الفكر الجديد، والعلم المسيحي، وليبنسيرفورم.
تذكر الأيورفيدا هذا المفهوم وخصصت أيضاً تخصصاً كاملاً لمفهوم العافية والحفاظ على الصحة. كما تم إساءة استخدام مصطلح العافية للتدخلات الصحية العلمية الزائفة.

## مفهوم العافية عبر التاريخ
المصطلح مستوحى جزئياً مستوحى من دستور منظمة الصّحة العالمية لعام 1948م والتي تنص على أن «الصحة هي حالة من الرفاهية الجسدية والعقلية والاجتماعية الكاملة وليست مجرد غياب المرض أو العجز». كان في البداية تم جلبه للاستخدام في الولايات المتحدة بواسطة هالبرت ل. دن، في الخمسينيات من القرن الماضي؛ كان دان رئيساً للـمكتب الوطني للإحصاءات الحيوية وناقش «العافية عالية المستوى»، والتي عرّفها على أنها «طريقة متكاملة للعمل، والتي تهدف إلى تعظيم الإمكانات التي يمكن للفرد القيام بها» تم تبني مصطلح «العافية» بعد ذلك من قبل جون ترافيس الذي افتتح «مركز موارد العافية» في ميل فالي، كاليفورنيا في منتصف السبعينيات، والذي كان ينظر إليه من قبل الثقافة السائدة كجزء من ثقافة المتعة في شمال كاليفورنيا في ذلك الوقت، ونموذجي جيل أنا. قام ترافيس بتسويق المركز على أنه طب بديل، على عكس ما قال إنه نهج الطب الموجه للمرض. تم التّرويج لهذا المفهوم بشكل أكبر من قبل روبرت رودال من خلال مجلة الوقاية، بيل هتلر، الطبيب في جامعة ويسكونسن-ستيفنز بوينت، الذي أقام مؤتمراً أكاديمياً سنوياً حول العافية، وتوم ديكي، الذي أسس رسالة بيركلي للعافية في الثمانينيات. أصبح المصطلح مقبولاً باعتباره استخداماً قياسياً في التِّسعينيات.
في العقود الأخيرة، لوحظ أن مصادر الأخبار السائدة قد بدأت في تخصيص مساحة أكبر لصفحة «موضوعات الصحة والعافية». تستخدم إدارة خدمات استخدام العقاقير والصحة العقلية في الولايات المتحدة مفهوم العافية في برامجها، وتُعرفه بأنه يحتوي على ثمانية جوانب: عاطفية، وبيئية، ومالية، وفكرية، ومهنية، وجسدية، واجتماعية، وروحية.

## برامج العافية للشركات
بحلول أواخر العقد الأول من القرن الحادي والعشرين، أصبح هذا المفهوم مستخدماً على نطاق واسع في برامج مساعدة الموظفين في أماكن العمل، وتم تضمين التّمويل لتطوير مثل هذه البرامج في الأعمال التجارية الصغيرة في قانون الرعاية بأسعار معقولة. تم انتقاد استخدام برامج العافية للشركات على أنها تمييزية تجاه الأشخاص ذوي الإعاقة. بالإضافة إلى ذلك، في حين أن هناك بعض الأدلة التي تشير إلى أن برامج العافية يمكن أن توفر المال لأصحاب العمل، فإن هذه الأدلة تستند عموماً إلى دراسات قائمة على الملاحظة عرضة للتحيز في الاختيار. تقدم التجارب المعشاة (المُختارة عشوائياً) نتائج أقل إيجابية وغاباً ما تعاني من عيوب منهجية.
كان التمييز ضد المعاقين في برامج العافية للشركات أحد الأسباب العديدة التي دفعت إلى إنشاء قانون الأمريكيين ذوي الإعاقة لعام 1990م. بموجب قانون الأمريكيين ذوي الإعاقة المقترح حديثاً، يتكون برنامج رفاهية الموظفين من برامج تتعلق بالصحة «الترويج أو الوقاية» من المرض الذي يشمل الاستفسارات المتعلقة بالإعاقة أو الفحوصات الطبية. هناك نوعان من برامج العافية التي يخضع لها قانون الأمريكيين ذوي الإعاقة: تشاركي ومشروع متعلق بالصحة. لم تعد هذه القاعدة المقترحة حديثاً تحتوي على شرط أن تكون مثل هذه البرامج مصممة بشكل معقول لتعزيز الصحة أو الوقاية من المرض.

## نقد

### تعزيز العلم الزائف
العافية مصطلح واسع بشكل خاص، ولكن غالاً ما يستخدمه مروجي العلاجات الطبية غير المثبتة، مثل فاتنة الغذاء أو Goop. انتقدت جينيفر غونتر ما تعتبره ترويجاً للإفراط في التّشخيص من قبل مجتمع العافية. موقف Goop هو أنه «متشكك في الوضع الراهن» و «يقدم بدائل منفتحة». كتب مايكل دي جوردين أن العلوم الزائفة هي فئة سيئة للتحليل لأنها موجودة تماماً كإسناد سلبي يقذفه العلماء وغير العلماء على الآخرين ولكنهم لا يطبقون أنفسهم أبداً. يستخدم العلم الزائف عادةً لوصف شيء يشبه العلم، ولكنه إلى حد ما خاطئ أو مضلل أو غير مثبت. الأشياء التي تندرج تحت مظلة العلوم الزائفة تتكون من: علم التنجيم، وعلم فراسة الدماغ، ويوفيولوجي، وعلم تحسين النسل.

### الصحة
كما تم انتقاد العافية لتركيزها على تغييرات نمط الحياة أكثر من التركيز العام على منع الضرر الذي قد يشمل المزيد من الأساليب القائمة على المؤسسة لتحسين الصحة مثل الوقاية من الحوادث. انتقد بيتر سكرابانيك أيضاً حركة العافية لخلق بيئة من الضغط الاجتماعي لمتابعة التغييرات في نمط الحياة دون وجود دليل يدعم مثل هذه التغييرات. يرسم بعض النقاد أيضًا تشبيهاً لإصلاح الحياة، ويقترحون أن النتيجة الأيديولوجية لحركة العافية هي الاعتقاد بأن «المظهر الخارجي» هو «مؤشر على الصحة الجسدية والروحية والعقلية».
تم انتقاد اتجاه العافية كشكل من أشكال الاستهلاك الواضح.

## أُنظر أيضاً
- الطب التكميلي والبديل
- الصحة
- تركيز كامل للذهن
- ثقافة الطعام العضوي
- التوليد
- سياحة الاستجمام
- العافية في مكان العمل